# Кемеш-Куль
Кемеш-Куль — село в Мамадышском районе Татарстана. Административный центр Кемеш-Кульского сельского поселения.

## География
Находится в северной части Татарстана, в 40 км к северо-западу от районного центра — города Мамадыш, у речки Искубаш.

## История
Известно с 1680 года как Нижние Билятли. Современное название с 1954 года.
До отмены крепостного права в России жители учитывались как государственные крестьяне. Традиционные занятия — земледелие и скотоводство.
В «Списке населенных мест по сведениям 1859 года», изданном в 1866 году, населённый пункт упомянут как казённая деревня Нижние Билятли 2-го стана Мамадышского уезда Казанской губернии. Располагалась при речке Билятлинке, по правую сторону Кукморского торгового тракта, в 33 верстах от уездного города Мамадыша и в 15 верстах от становой квартиры в казённой деревне Ахманова (Ишкеево). В деревне, в 84 дворах жили 590 человек (280 мужчин и 310 женщин), была мечеть.
В начале XX века была одна мечеть. Среди хозяйственных построек: мельница, 2 крупообдирки, сукновальня, 2 мелочные лавки; земельный надел сельской общины тогда насчитывал 1164,8 десятин.
До 1920 года село было в Кляушской волости Мамадышского уезда Казанской губернии. С 1920 года перешло в состав образованного Мамадышского кантона ТАССР, с 10 августа 1930 — Таканышского, с 1 января 1932 — Мамадышского, с 10 февраля 1935 — вновь Таканышского, с 1 февраля 1963 — Мамадышского районов.
В 1931 году в селе был образован первый колхоз. В 1994 году колхоз села был реорганизован в коллективное предприятие, в 2002 — в сельскохозяйственный производственный кооператив, в 2004 — в общество с ограниченной ответственностью — агрофирму (до 2008 г.).

## Население
| 1782 | 1859 | 1897 | 1908 | 1926 | 1938 | 1949 | 1958 | 1976 | 1979 | 1989 | 2002 | 2010 | 2017 |
| ---- | ---- | ---- | ---- | ---- | ---- | ---- | ---- | ---- | ---- | ---- | ---- | ---- | ---- |
| 50   | 590  | 998  | 1111 | 1073 | 908  | 702  | 509  | 619  | 532  | 436  | 401  | 305  | 286  |

Национальный состав села — татары.

## Экономика
Сельское хозяйство со специализацией на полеводстве, молочном скотоводстве.

## Инфраструктура
В селе действуют:
- неполная средняя школа (с 1983 г.)
- дом культуры
- детский сад (с 1983 г.)[1].

## Религия
Мечеть.